# 32990 Sayo-hime
32990 Sayo-hime è un asteroide della fascia principale. Scoperto nel 1996, presenta un'orbita caratterizzata da un semiasse maggiore pari a 3,0361760 UA e da un'eccentricità di 0,0764876, inclinata di 9,45677° rispetto all'eclittica.